# Kościół św. Wojciecha w Radzionkowie
Kościół Świętego Wojciecha w Radzionkowie – rzymskokatolicki kościół parafialny wybudowany w latach 1872–1875, znajdujący się w Radzionkowie, w powiecie tarnogórskim, wpisany do rejestru zabytków nieruchomych województwa śląskiego, należący do dekanatu Piekary Śląskie archidiecezji katowickiej.

## Historia

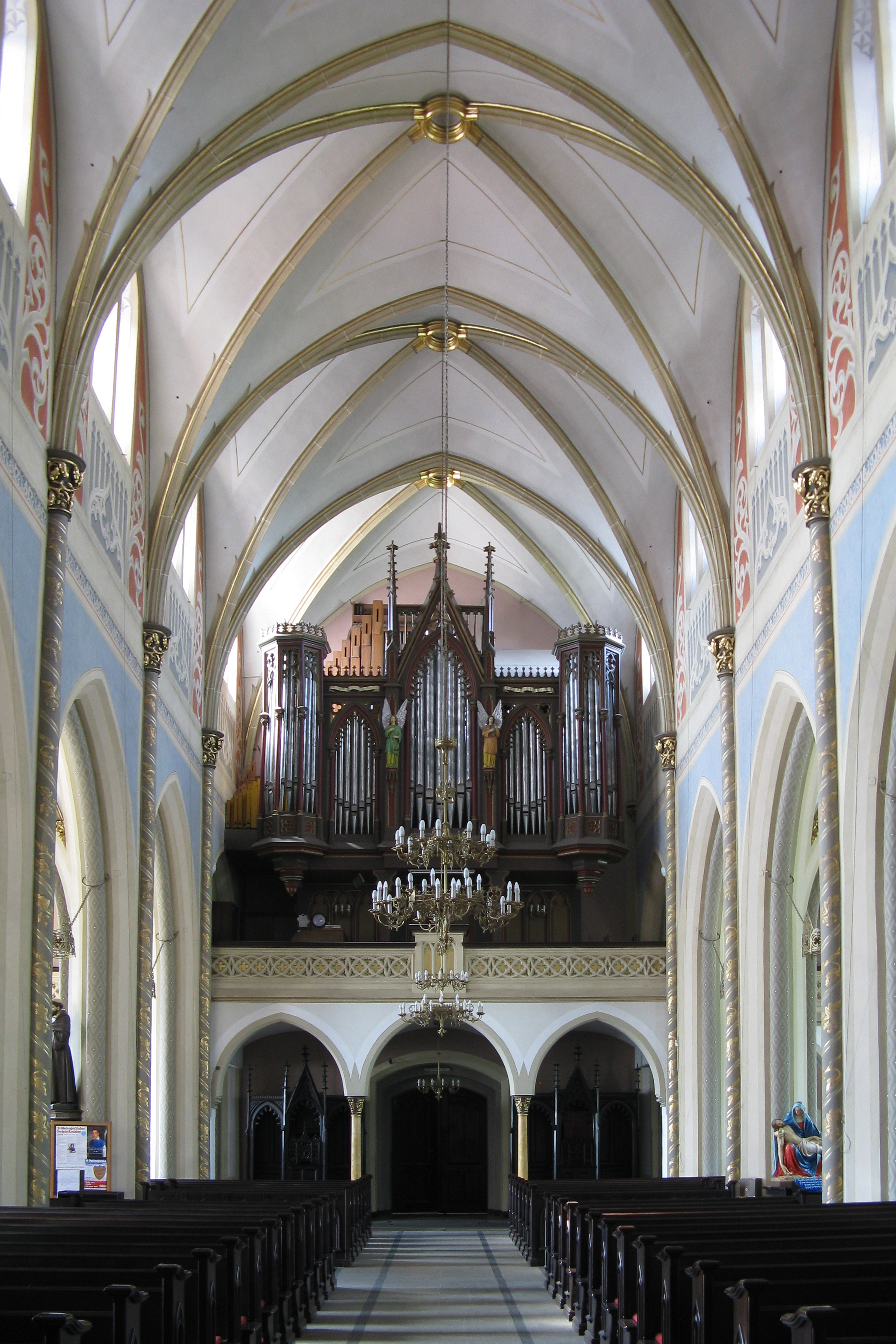
Nawa główna, widok na emporę i organy (2018)

W 1858 roku uznano potrzebę budowy nowego kościoła w miejscu starego - za małego i wymagającego ciągłych remontów. Fundamenty pod nową świątynię zaczęto kopać 24 czerwca 1872, zaś pierwszy kamień został położony w dniu 4 lipca tegoż roku. W dniu 11 sierpnia 1872 roku został uroczyście położony kamień węgielny. Świątynia została zaprojektowana przez budowniczego Herzoga z Tarnowskich Gór. Dzięki bezinteresownej oraz wytężonej pracy wiernych oraz środkom hrabiego Hugona I Henckel von Donnersmarck z Nakła Śląskiego prace budowlane przy świątyni trwały niewiele ponad 3 lata. Z powodu kulturkampfu zamiast uroczystej konsekracji odbyło się proste poświęcenie, którego dokonał proboszcz i dziekan z Piekar Śląskich ksiądz Bernard Purkop (1808-1882) z towarzyszeniem 13 księży w uroczystość Niepokalanego Poczęcia Najświętszej Maryi Panny – w dniu 8 grudnia 1875 roku. Uroczysta konsekracja świątyni odbyła się dopiero 16 czerwca 1896 roku, i dokonał jej książę biskup wrocławski kardynał Georg Kopp.

## Architektura

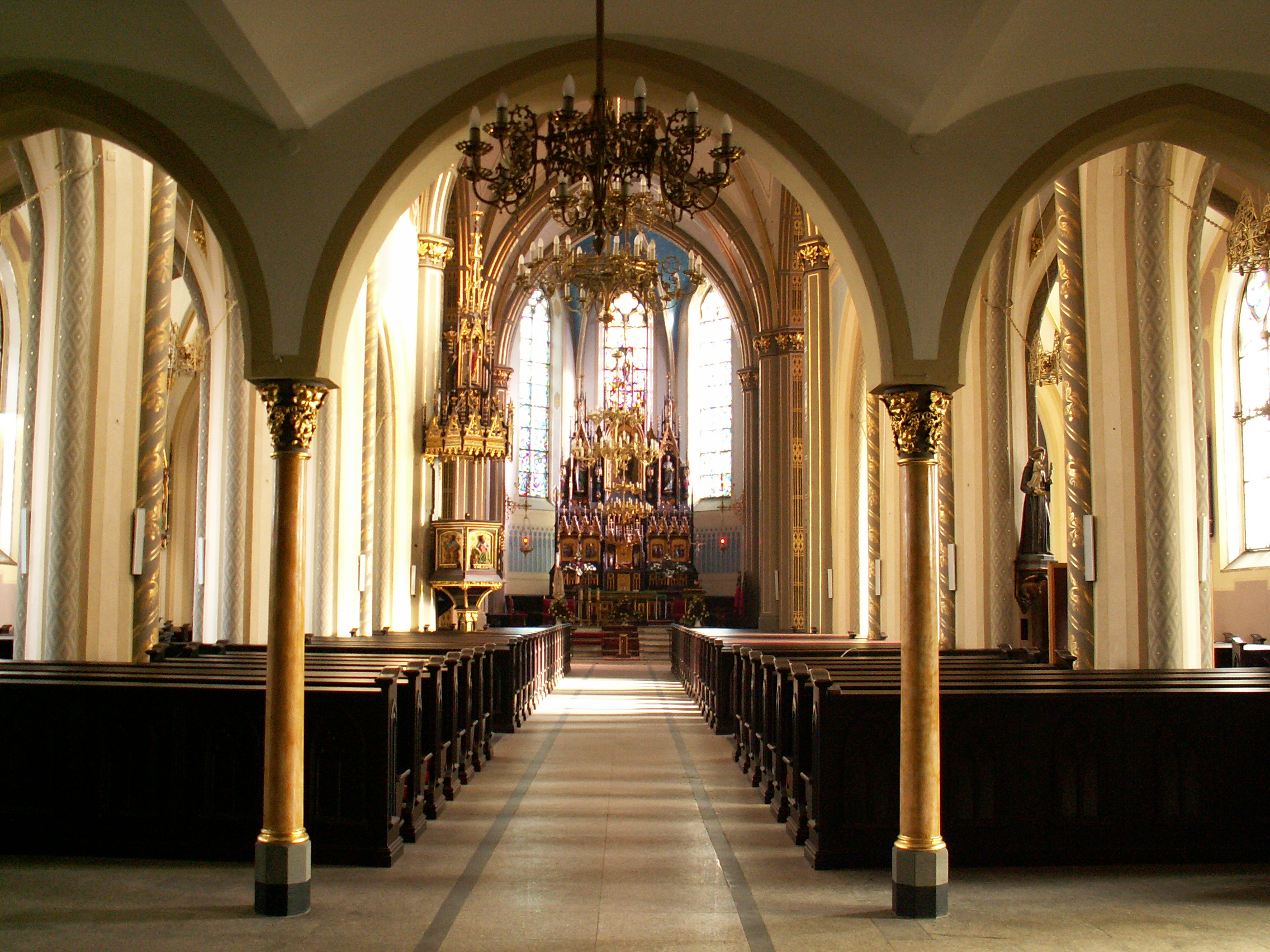
Wnętrze świątyni (2008)

Kościół został wzniesiony w stylu neogotyckim. Murowany, trójnawowy, o układzie bazylikowym z transeptem i wysuniętą od zachodu wieżą. Wewnątrz sklepienie krzyżowo-żebrowe. Zachowane neogotyckie wyposażenie wykonane przez Carla Buhla z Wrocławia, w tym odrestaurowane drewniane, wyrzeźbione w latach 1875-1880 ołtarze (główny z obrazem św. Wojciecha).
Świątynia ma długość 55,92 m, szerokość 20,40 m, wysokość nawy głównej wynosi 15,85 m, wysokość naw bocznych – 7,84 m, a wysokość wieży – 61,42 m.

## Organy
Organy wybudowano z wykorzystaniem szafy i trzech głosów z poprzedniego, 37-głosowego instrumentu wykonanego przez Carla Volkmanna. Część głosów manuału II znajduje się w prezbiterium – pierwotnie była ona zakryta jedynie żaluzją, po 2000 r. wykonano jej niemy prospekt. Ostatni generalny remont przeprowadził w 1998 r. Olgierd Nowakowski z Zabrza.
Dyspozycja instrumentu:
| Manuał I             | Manuał II                         | Manuał III              | Pedał                 |
| -------------------- | --------------------------------- | ----------------------- | --------------------- |
| 1. Kwintaton 16’     | 1. Pryncypał fletowy 8’           | 1. Pryncypał włoski 8’  | 1. Kontrabas 16’      |
| 2. Pryncypał 8’      | 2. Viola di Gamba 8’              | 2. Aeolina 8’           | 2. Violonbas 16’      |
| 3. Holflet 8’        | 3. Gemshorn 8’                    | 3. Vox coelestis 8’     | 3. Subbas 16’         |
| 4. Salicet 8’        | 4. Flet łagodny 8’                | 4. Portunal 8’          | 4. Echobas 16’        |
| 5. Bourdon 8’        | 5. Praestant 4’                   | 5. Flet major 8’        | 5. Pryncypał bas 8’   |
| 6. Oktawa 4’         | 6. Trawers flet 4’                | 6. Oktawa 4’            | 6. Flet jasny 8’      |
| 7. Szpicflet 4’      | 7. Bachflet 4’                    | 7. Koncert flet 4’      | 7. Fletbas 8’         |
| 8. Gedekt 4’         | 8. Pikolo 2’                      | 8. Flet minor 4’        | 8. Chorałbas 4’       |
| 9. Super oktawa 2’   | 9. Sifflet 1’                     | 9. Róg nocny 2’         | 9. Pifaro 2’          |
| 10. Kwinta 2 2/3’    | 10. Nasard 2 2/3’                 | 10. Kwinta 1 1/3’       | 10. Mikstur bas 3 ch. |
| 11. Szarf 3-5 ch.    | 11. Tercja 1 3/5’                 | 11. Sesquial tera 2 ch. | 11. Puzon 16’         |
| 12. Mikstura 3–4 ch. | 12. Harmonia Aetherea 4 ch.       | 12. Cymbel 3 ch.        |                       |
| 13. Trompet 8’       | 13. Obój 8’                       | 13. Vox humana 8’       |                       |
|                      | organy boczne:                    |                         |                       |
|                      | 14. Pryncypał skrzypc. 8’         |                         |                       |
|                      | 15. Flet dolce 8’                 |                         |                       |
|                      | 16. Flet kryty 8’                 |                         |                       |
|                      | 17. Pryncypał 4’                  |                         |                       |
|                      | 18. Rurflet 4’                    |                         |                       |
|                      | 19. Blockflet 2’                  |                         |                       |
|                      | 20. Flet leśny 1’                 |                         |                       |
|                      | 21. Tercjan 2 ch.                 |                         |                       |
|                      | 22. Progressio Harmonique 2–3 ch. |                         |                       |
|                      | 23. Krummhorn 8’                  |                         |                       |

## Dzwony
Na wieży wiszą cztery dzwony, będące czwartym zestawem na wieży tego kościoła. Pierwszy zestaw wykonano w latach 70. XIX w. Padł on ofiarą I wojny światowej. Pozostały na wieży dzwon uzupełniły w 1920 roku dwa dzwony z ludwisarni Alberta Geittnera we Wrocławiu. 25 marca 1942 roku podczas II wojny światowej na rozkaz III Rzeszy zarekwirowano pięć dzwonów. W 1948 roku na wieży zawisły kolejne instrumenty wykonane w Odlewni dzwonów Karola Schwabe. Nadano im imiona trzech archaniołów Michała, Gabriela i Rafała. W kwietniu 2004 roku biskup Stefan Cichy poświęcił cztery nowe dzwony odlane w Taciszowie, które biją do dziś. Była to jedna z największych uroczystości w historii parafii. 
|                  | Imię                     | Waga (kg) | Ton uderzeniowy | Średnica (cm) | Rok odlania | Odlewnia                           |
| ---------------- | ------------------------ | --------- | --------------- | ------------- | ----------- | ---------------------------------- |
| Mały dzwon       | o. Ludwik Wrodarczyk OMI | 700 kg    | g' (+)          | 103 cm        | 2004        | Ludwisarnia Felczyńskich, Taciszów |
| Średni dzwon     | Maryja Królowa Pokoju    | 970 kg    | f' (+)          | 118 cm        | 2004        | Ludwisarnia Felczyńskich, Taciszów |
| Duży dzwon       | św. Wojciech BM          | 1500 kg   | dis' (+)        | 132 cm        | 2004        | Ludwisarnia Felczyńskich, Taciszów |
| Największy dzwon | Miłosierdzie Boże        | 2500 kg   | c' (+)          | 160 cm        | 2004        | Ludwisarnia Felczyńskich, Taciszów |